# 풍운대전
《풍운대전》(荡寇风云)는 2017년 개봉한 중국의 무협, 액션 영화이다. 진가상이 각본, 감독을 맡았다.

## 출연
- 조문탁 - 기 장군 역
- 홍금보 - 유 장군 역
- 코이데 케이스케 - 야마가와 역
- 쿠라다 야스아키 - 쿠마사와 사령관 역
- 완첸
- 왕반
- 홍천명
- 당문룡
- 장로하